# Ruch na rzecz Zmian
Ruch na rzecz Zmian (gr. Κίνημα Αλλαγής, Kinima Allagis) – koalicja greckich centrolewicowych partii politycznych.
Sojusz został zawiązany oficjalnie 18 marca 2018 na koalicyjnym kongresie, choć rozmowy w celu stworzenia koalicji trwały od 2017. Celem był wspólny start w wyborach europejskich w 2019. Główną partią koalicji został Panhelleński Ruch Socjalistyczny. Do PASOK-u dołączyły także mniejsze organizacje polityczne, m.in. To Potami, Demokratyczna Lewica, Ruch Demokratycznych Socjalistów. Liderem lewicowej koalicji została Fofi Jenimata.
2 lipca 2018 To Potami opuściło Ruch dla Zmian. 20 stycznia 2019 taką samą decyzję podjęła Demokratyczna Lewica.
W wyborach europejskich z 26 maja 2019 Ruch na rzecz Zmian uzyskał 7,72% co ponownie przełożyło się na 2 mandaty. Mandaty otrzymali: Nikos Andrulakis i Ewa Kaili.